# Ville Kyrönen
Ville Kyrönen (eigentlich Wilhelm Kyrönen, * 14. Januar 1891 in Nilsiä (heute Stadtteil von Kuopio, Finnland); † 24. Mai 1959 in New York) war ein finnischer Langstrecken- und Crossläufer.
Ville Kyrönen begann seine aktive Sportlerkarriere im Crosslauf. Für die finnische Mannschaft nahm er an den Olympischen Spielen 1912 in Stockholm teil. Im Crosslauf, einem Rennen über 8 Kilometer, belegte er in der Einzelwertung Platz 7. Damit war er der viertbeste von acht angetretenen Finnen. In der Mannschaftswertung gewann das finnische Team die Silbermedaille. Da nur die ersten drei Platzierungen in der Bewertung berücksichtigt wurden (Hannes Kolehmainen war Erster, Jalmari Eskola Vierter und Albin Stenroos Sechster), erschien Kyrönen nicht in der Endabrechnung, wurde jedoch wie seine übrigen Teamkameraden mit einer Silbermedaille ausgezeichnet. Olympiasieger wurde die Mannschaft Schwedens.
Nach den Spielen von Stockholm ging Kyrönen, wie u. a. auch Hannes Kolehmainen in die Vereinigten Staaten, um dort seinen Sport professioneller ausüben zu können. Sein Name wurde in Willie Kyronen angliziert. 1914 wurde er US-Meister über 5 Meilen, 1917 über 10 Meilen, sowie 1916 im Crosslauf. In den USA begann er, erste Erfolge im Marathonlauf zu erzielen. 1914 wurde er Sechster beim 1914, 1916 gelang ihm sogar ein zweiter Platz. In diesem Jahr gewann er zudem die Marathons von Brockton und Yonkers. 
1920 nahm Ville Kyrönen an einem Marathon in New York teil, der auch als Qualifikation für die Olympischen Spiele 1920 in Antwerpen diente. Auch seine Landsleute Hannes Kolehmainen und Juho Tuomikoski nahmen teil. Kyrönen kam als Gesamt-Sechster ins Ziel und war der beste Finne. Dennoch ging er in Antwerpen nicht an den Start. In Antwerpen wurde Kolehmainen Olympiasieger.
In den Folgejahren konnte Kyrönen weiterhin mit Erfolgen bei Marathonläufen aufwarten. Nach Platz 7 1921 und Platz 5 1922 in Boston trat er auch wieder in Europa in Erscheinung und siegte 1923 in Helsinki und 1924 in Hyvinkää. Durch diese Leistungen hatte er sich für die Olympischen Spiele 1924 in Paris qualifiziert, bei denen er diesmal auch an den Start ging. Jedoch konnte er den Lauf nicht beenden und musste, ebenso wie Hannes Kolehmainen, aufgeben.
Noch im Olympiajahr konnte Kyrönen den Marathon von Wyborg gewinnen. Zurück in den USA nahm er wieder vermehrt am Boston-Marathon teil. 1925 erreichte er Platz 6, 1929 Platz 3, 1930 Platz 2 und 1932 wieder Platz 3. Kyrönen qualifizierte sich für die Olympischen Spiele 1932 in Los Angeles. Im Alter von 41 Jahren nahm er somit zum dritten Mal, 20 Jahre nach seinem olympischen Debüt 1912 in Stockholm, an Olympischen Spielen teil. Doch wie schon in Paris acht Jahre zuvor konnte er den Lauf nicht beenden. 1933 nahm er ein letztes Mal am Boston-Marathon teil und belegte Platz 5.
Ville Kyrönen verbrachte nach seiner aktiven Laufbahn auch den Rest seines Lebens in den USA. Am 24. Mai 1959 verstarb er in New York.